# Mir Hossein Mussawi

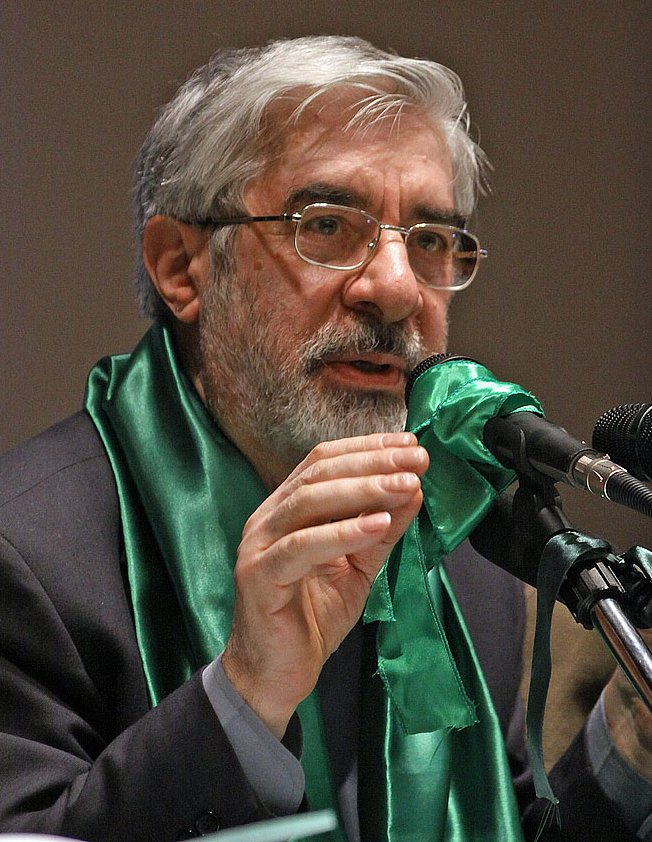
Mir Hossein Mussawi, Anführer der „Grünen Bewegung“ (2009)

Mir Hossein Mussawi (persisch میرحسین موسوی, DMG Mīr Ḥosein-e Mūsawī; * 2. März 1942 in Chameneh in der Provinz Ost-Aserbaidschan;) ist ein iranischer Architekt und Politiker. Er war von 1981 bis 1989 der letzte Premierminister der Islamischen Republik Iran und arbeitete bis zu seiner Präsidentschaftskandidatur im Jahr 2009 als Architekt und Stadtplaner.

## Leben
Mussawi ([mʊsaˈviː]) war zuerst Chefredakteur der IRP-Zeitung, dann nach der Absetzung von Abolhassan Banisadr ab dem 5. Juli 1981 Außenminister, schließlich am 29. Oktober 1981 während des Krieges mit dem Irak bis zur Verfassungsänderung am 3. August 1989 Premierminister des Iran. Zu seinen Verdiensten zähle die Organisation der Wirtschaft während des Krieges mit einem strengen Rationalisierungsprogramm. In seiner Amtszeit als Premierminister unter dem damaligen Präsidenten und heutigen Revolutionsführer Ali Chamenei kam es ab dem 19. Juli 1988 zur größten Hinrichtungswelle politischer Gefangener, die im Iran jemals stattgefunden hat.
Bis 2012 hatte Mussawi einen Sitz im Schlichtungsrat des Iran inne, der unter Vorsitz des ehemaligen Präsidenten Ali Akbar Hāschemi Rafsandschāni versuchte, Konflikte zwischen den Entscheidungsinstanzen der Islamischen Republik beizulegen.
Mussawi spricht Aserbaidschanisch, Persisch, Englisch und Arabisch und ist mit der Kunstprofessorin und Politikwissenschaftlerin Zahra Rahnaward verheiratet. Er ist zudem als Maler surrealistischer Bilder bekannt und leitet die iranische Kunstakademie.

## Persönliches
Der am 30. März 2011 im Alter von 103 gestorbene Vater von Mussawi, Hāddsch Mir Esmail Moussavi (1908–2011), ist ein Cousin zweiten Grades von Seyed Dschavad Chamenei, dem Vater des iranischen Präsidenten während seiner Zeit als Ministerpräsident und aktuellen Staatsoberhaupt ("oberster Führer") Ajatollah Ali Chamenei. Nach Berichten von Oppositionsgruppen durfte der seit dem 14. Februar 2011 unter politischem Hausarrest stehende Mussawi seinen kranken Vater vor dessen Tod nicht mehr sehen. Auch seine Ehefrau Rahnavard und Medi Karroubi stehen unter Hausarrest.

## Präsidentschaftskandidat

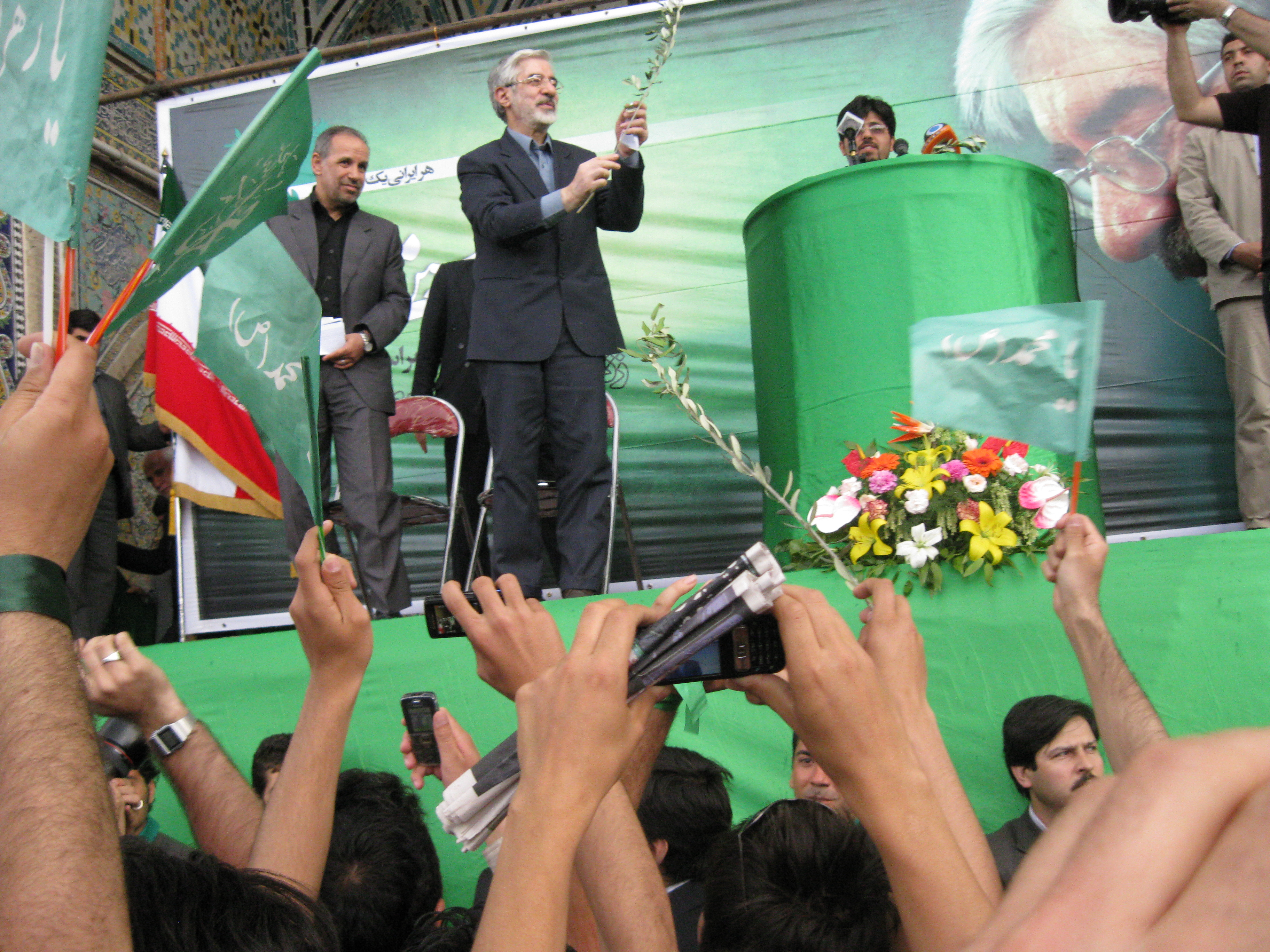
Mussawi auf einer Wahlkampfveranstaltung

Mussawi kündigte Anfang März 2009 an, im Juni 2009 bei den Präsidentschaftswahlen im Iran anzutreten. Als Herausforderer Mahmud Ahmadineschads, den er bei seiner Kandidatur mit den Worten: „Wir müssen damit aufhören, unsere Ressourcen für kurzfristige Interessen und wertlose politische Ziele zu vergeuden“, kritisierte. „Ich werde die Korruption ausrotten“, versprach er gleich bei seinem ersten öffentlichen Auftritt. In der Frage des Holocaust distanzierte sich Mussawi sehr deutlich vom Amtsinhaber Ahmadineschad, „er stellte klar, dass er den Völkermord an den Juden in Nazi-Deutschland verurteilt“. Hinsichtlich des Streits um das iranische Atomprogramm bemerkte Mussawi am 14. April 2009: Niemand im Iran würde die Aussetzung der Urananreicherung billigen, der „Iran werde jedoch nachweisen, dass es nur zivile Zwecke mit seinem Atomprogramm verfolge“. Die als Sammelbecken der Reformer geltende Partei Partizipationsfront des islamischen Iran hat sich am 28. April zur Wahlempfehlung für Mir Hossein Mussawi ausgesprochen.
Ob er dem Lager der Reformer zugerechnet werden kann, ist umstritten. Auch einige Gegner des iranischen Regimes sehen Mussawi wegen seiner Vergangenheit kritisch. Zwar galt er in seiner Zeit als Premierminister als linksorientiert, war aber zugleich auch loyal gegenüber dem damaligen Religionsführer Chomeini. Er selber zähle sich „sowohl zu den Reformern als auch zu den Konservativen. Sein Ziel sei die Einheit.“ Bahman Nirumand bezeichnete ihn als ein „Kleintaschenformat des Ayatollah Chomeini“.

## Nach den Präsidentschaftswahlen
Kurz nach Bekanntgabe des offiziellen Wahlergebnisses äußerte Mussawi den Vorwurf der Wahlfälschung und lehnte daher das Wahlergebnis ab. Er sprach von einer „Farce“, der er sich nicht beugen werde. Außerdem kritisierte er die Offiziellen, deren Verhalten „die Säulen der islamischen Republik“ gefährde und die Tyrannei heraufbeschwöre. Am Montag, den 15. Juni, kam es trotz Verbots mit über einer Million Teilnehmern zu den größten Massenprotesten seit der Islamischen Revolution auf dem Azadi-Platz in Teheran, an der auch Mussawi teilnahm. Mussawi rief als Anführer der sogenannten Grünen Bewegung der Menschenmenge zu, „ich bin bereit, jeden Preis zu zahlen. Die Person Mussawi ist nicht wichtig, sondern die Sache.“ Nach dem Ergebnis des Wächterrats, die Wahl nicht zu annullieren, rief Mussawi das iranische Volk auf, „ruhig zu bleiben und jegliche Spannung zu vermeiden. […] Die Fortsetzung der rechtmäßigen und friedlichen Proteste werde dafür sorgen, dass die Ziele der Opposition erreicht würden.“ Nach Artikel 27 der Iranischen Verfassung sind öffentliche Versammlungen und Demonstrationen erlaubt, sofern sie nicht gegen die Prinzipien des Islam verstoßen.
In einer Erklärung zum Jahresbeginn 2010 stellte Mussawi „seine Treue zu der Verfassung der Islamischen Republik Iran“ fest. Was er anstrebe seien „Reformen innerhalb des bestehenden Systems, die die maroden politischen Strukturen zugunsten einer Demokratisierung erneuern, die wirtschaftliche Katastrophe beenden und international das zerstörte Ansehen des Landes wiederherstellen sollen.“ Konkret forderte er „ein neues Wahlgesetz, die Aufhebung des staatlichen Monopols über Rundfunk und Fernsehen, Pressefreiheit, Freilassung politischer Gefangene, Freiheit der Versammlung, Anerkennung von Parteien und regierungsunabhängigen Organisationen oder Autonomie der Universitäten.“
Anlässlich der Feierlichkeiten zum 31. Jahrestag der islamischen Revolution übte Mussawi massive Kritik am iranischen Regierungssystem: „In Iran seien die Grundlagen zu erkennen, die eine Diktatur hervorbringen [...] Medien mundtot machen, die Gefängnisse füllen und Menschen, die auf der Straße friedlich die Anerkennung ihrer Rechte fordern, brutal töten – das zeigt, dass die Wurzeln der Tyrannei und der Diktatur aus der Zeit der Monarchie immer noch existieren.“
Seit Februar 2011 steht Mussawi (wie auch Mehdi Karroubi) zusammen mit seiner Frau unter Hausarrest und hat keinen Kontakt zur Öffentlichkeit. „Um meine Situation zu verstehen, muss man ‚Nachricht von einer Entführung‘ von Gabriel García Márquez lesen“, so Mussawi bei einem Besuch seiner Töchter im September 2011.